# Leucospis regalis
Leucospis regalis is een vliesvleugelig insect uit de familie Leucospidae. De wetenschappelijke naam is voor het eerst geldig gepubliceerd in 1874 door Westwood.